# 宋宗镐
宋宗镐（韩语： Song Jongho，1990年3月1日—），韩国男子射击运动员，2023年世界射击锦标赛男子25米中火手枪团体银牌得主、男子25米手枪速射团体和男子25米标准手枪团体铜牌得主、2022年亚洲运动会男子25米手枪速射团体银牌得主。